# Gilbert Ziebura
Gilbert Ziebura (* 18. März 1924 in Hannover; † 21. Februar 2013 in Braunschweig) war ein deutscher Politikwissenschaftler. Er wirkte unter anderem als ordentlicher Professor für Wissenschaft von der Politik mit besonderer Berücksichtigung der Außenpolitik in Berlin sowie als Lehrstuhlinhaber in Konstanz und ab 1978 in Braunschweig.
Er lieferte bedeutende Beiträge zur historischen Debatte, u. a. zum politischen und wirtschaftlichen System der Zwischenkriegszeit. Er gründete auch „die sozialwissenschaftliche Frankreich-Forschung in der Bundesrepublik mit und prägte sie über Jahrzehnte entscheidend.“

## Leben
Gilbert Ziebura, Sohn von Margarete Ziebura, geborene Herrmann, und des Amtmanns Ludwig Ziebura, lebte mit seiner Familie ab 1930 in Berlin und besuchte dort bis 1943 die Oberrealschule (Schadow-Schule). Er war Mitglied im Jungvolk und der Hitlerjugend, war 1943 Soldat und wurde an der Ostfront eingesetzt. Nach einer schweren Verwundung und Amputation eines Oberarms im November des Jahres wurde er 1944 aus der Wehrmacht entlassen.
Er absolvierte 1944/45 einen Abiturlehrgang in Cottbus. Danach arbeitete er kurzzeitig als Grundschullehrer; von 1946 bis 1948 studierte er an der Humboldt-Universität zu Berlin Geschichte, Romanistik, Philosophie und Allgemeine Staatslehre. Im Jahr 1948 wechselte er an die Freie Universität Berlin. Von 1950 bis 1952 studierte er in Paris an der Sorbonne. 1953 wurde er in Berlin mit einer Schrift über Die deutsche Frage in der öffentlichen Meinung Frankreichs 1911–1914 zum Doktor der Philosophie promoviert. Anschließend war er ab 1954 Lehrbeauftragter an der Deutschen Hochschule für Politik in Berlin und dort ab 1955 wissenschaftlicher Assistent. In Berlin habilitierte sich Ziebura 1962 mit der Schrift Léon Blum. Theorie und Praxis einer sozialistischen Politik und wurde im selben Jahr Privatdozent. Ab 1964 war er ordentlicher Professor für politische Wissenschaft mit dem Schwerpunkt auf Außenpolitik an der Freien Universität Berlin. 1964/1965 fungierte er als Vorsitzender der Deutschen Vereinigung für Politische Wissenschaft.
Er war 1968 am Streit um die Demokratisierung der Universitäten beteiligt und arbeitete parallel im Planungsstab des Bundeskanzleramtes.
Im Jahr 1974 nahm er einen Ruf an die Universität Konstanz an. 1978 wechselte er an die Technische Universität Braunschweig. 1992 wurde Ziebura emeritiert. Danach war er 1993/94 noch Gastprofessor an der Universität Hannover.
Gilbert Ziebura war katholisch, ab 1954 verheiratet mit Eva Ziebura, geborene Kegler, und hatte fünf Kinder (Katharina, Nicola, Hans-Joachim, Christoph und Gregor).
1965 hatte er für sein Buch über Léon Blum den Straßburg-Preis erhalten.

## Werk
Er konzentrierte sich in Lehre und Forschung auf die internationale Politik. Dazu gehörten die Internationalen Wirtschaftsbeziehungen und die Europapolitik, Frankreich und die deutsch-französischen Beziehungen, Fragen des Gesellschaftssystems und der Außenpolitik sowie theoretische Fragen.
Er behandelte auch historische Themen. Als bedeutend gilt zum Beispiel sein Buch Weltwirtschaft und Weltpolitik 1922/24–1931. Zwischen Rekonstruktion und Zusammenbruch. Darin beschrieb er das Scheitern der Schaffung einer stabilen wirtschaftlichen und politischen Weltordnung als Vorgeschichte der Weltwirtschaftskrise. Er erteilte der These von der relativen Stabilisierung eine Absage und kritisierte nicht nur die damalige europäische, sondern auch die amerikanische Politik.
Neben Monographien veröffentlichte er zahlreiche Aufsätze und war als Herausgeber, etwa ab 1971 der Reihe Studienbriefe zur auswärtigen und internationalen Politik, und Mitherausgeber, etwa 1963 von Faktoren der politischen Entscheidung (Festschrift für Ernst Fraenkel zum 65. Geburtstag), 1969 von Beiträge zur allgemeinen Parteienlehre. Zu Theorie, Typologie und Vergleich politischer Parteien und ab 1966 der Reihe Beiträge zur auswärtigen und internationalen Politik, tätig. Er äußerte sich auch in der öffentlichen Debatte und entwickelte ab den 1970er Jahren und insbesondere nach dem Ende des Kalten Krieges in Kritik zu Neoliberalismus und Globalisierung ein kritisches linksliberales Politikverständnis. Im Jahr 2009 veröffentlichte er eine Autobiographie Kritik der Realpolitik. Genese einer linksliberalen Vision der Weltgesellschaft.

## Schriften (Auswahl)
Monographien
- Die deutsche Frage in der öffentlichen Meinung Frankreichs von 1911 bis 1914. Berlin 1955.
- Das französische Regierungssystem. Leitfaden von François Goguel. Übersetzung und Vorwort. Quellenbuch. Köln/Opladen 1956/57.
- Die V. Republik. Frankreichs neues Regierungssystem. Köln/Opladen 1960.
- Léon Blum. Theorie und Praxis einer sozialistischen Politik. Bd. 1: 1872–1934. Berlin 1963.
- als Hrsg.: Nationale Souveränität oder übernatürliche Integration? 1966.
- Die deutsch-französischen Beziehungen seit 1945. Mythen und Realitäten. Neske, Pfullingen 1970.
- als Hrsg.: Wirtschaft und Gesellschaft in Frankreich seit 1789. Unter Mitwirkung von Heinz-Gerhard Haupt. Köln 1975.
- als Hrsg.: Grundfragen der Außenpolitik seit 1871. 1975.
- mit Christian Deubner, Udo Rehfeldt, Frieder Schlupp: Die Internationalisierung des Kapitals. Neue Theorien in der internationalen Diskussion. Frankfurt am Main 1979.
- Frankreich 1789–1870. Entstehung einer bürgerlichen Gesellschaftsformation. Frankfurt am Main 1979.
- Weltwirtschaft und Weltpolitik 1922/24–1931. Zwischen Rekonstruktion und Zusammenbruch. Frankfurt am Main 1984.
  - englische Ausgabe: World economy & world politics, 1924-1931. From reconstruction to  collapse, Berg, Oxford u. a., 1990.
- Zwischen Entspannung und weltwirtschaftlicher Rezession. Die internationalen Beziehungen der Bundesrepublik Deutschland 1962–1974/75. Bearb. von Friedrich Diestelmeier. In: Deutsches Institut für Fernstudien an der Universität Tübingen (Hrsg.): Deutsche Geschichte nach 1945, Teil 1, Studienbrief 7, Tübingen 1988.
- mit Michael Bonder, Bernd Röttger: Deutschland in einer neuen Weltära. Unbewältigte Herausforderungen. Opladen 1992, ISBN 978-3-81000978-4.
- Die deutsch-französischen Beziehungen seit 1945. Mythen und Realitäten. Neske, Stuttgart 1997, ISBN 3-7885-0511-7.
- Frankreich. Geschichte, Gesellschaft, Politik. Ausgewählte Aufsätze. Hrsg. von Adolf Kimmel, Opladen 2003.
- Kritik der „Realpolitik“. Genese einer linksliberalen Vision der Weltgesellschaft. Lit Verlag, Münster 2009, ISBN 978-3-643-10063-4 (Autobiografie).
- Les relations franco-allemandes dans une Europe divisée. Mythes et réalités. Presses Universitaires de Bordeaux, Pessac 2012, ISBN 978-2-86781-823-3.

Festschrift
- Hartmut Elsenhans u. a. (Hrsg.): Frankreich – Europa – Weltpolitik. Festschrift für Gilbert Ziebura zum 65. Geburtstag. Westdeutscher Verlag, Opladen 1989, ISBN 3-531-12123-5.